# Che tempo che fa
Che tempo che fa (italiano para "Como está o tempo" / "Como estão os tempos") é um programa de entrevistas noturno da televisão italiana apresentado por Fabio Fazio.
É transmitido ao vivo aos sábados e domingos na TV italiana desde 2003.
O programa foi ao ar desde 13 de setembro de 2003 até 4 de junho de 2017 na Rai 3. A partir de 24 de setembro de 2017, mudou-se para a Rai 1.
1. ↑  Italy: Be Fluent in Italian Life and Culture, Andrew Whittaker, página 219; Thorogood Publishing, 2010
2. ↑  «Ascolti tv, Che tempo che fa esordio su Rai1 con oltre 5 milioni di telespettatori» (em italiano). Consultado em 15 de outubro de 2017